# 숀 켈리 (야구 선수)
숀 앤드루 켈리(Shawn Andrew Kelley, 1984년 4월 26일 ~ )는 미국의 전직 야구 선수이다.